# بنجامين غوغنهايم
بنجامين غوغنهايم (بالإنجليزية: Benjamin Guggenheim)‏ هو رائد أعمال أمريكي، ولد في 26 أكتوبر 1865 في فيلادلفيا في الولايات المتحدة، وتوفي في 15 أبريل 1912 في المحيط الأطلسي الشمالي بسبب غرق سفينة آر ام اس تيتانيك .

## وصلات خارجية
- بنجامين غوغنهايم على موقع IMDb (الإنجليزية)
- بنجامين غوغنهايم على موقع الموسوعة البريطانية (الإنجليزية)